# Hidayet Öztekin
Hidayet Öztekin (* 1948) ist ein ehemaliger türkischer Fußballspieler.

## Karriere
Öztekin spielte zu Beginn seiner Karriere eine Saison für Galatasaray Istanbul. Es folgten drei Jahre für Vefa Istanbul. Nachdem Vefa Istanbul in der Spielzeit 1973/74 aus der 1. Liga absteigen musste, wechselte Öztekin zu Zonguldakspor. Er beendete seine Karriere nach der Saison 1977/78 bei Diyarbakırspor.

## Weblink
- Spielerprofil auf mackolik.com

| Personendaten    | Personendaten             |
| ---------------- | ------------------------- |
| NAME             | Öztekin, Hidayet          |
| KURZBESCHREIBUNG | türkischer Fußballspieler |
| GEBURTSDATUM     | 1948                      |